# Santa-Barbara-Ölpest von 1969

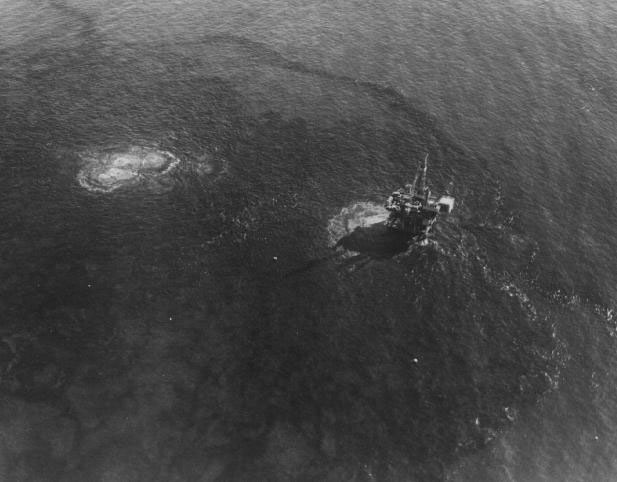
Luftbildaufnahme der Plattform A während der Ölpest im Santa-Barbara-Kanal

Die Santa-Barbara-Ölpest ereignete sich 1969 im Santa-Barbara-Kanal. Die Quelle war ein unkontrolliertes Ausfließen von Öl aus einer neuen Bohrung auf der Plattform A von Unocal am 28. Januar 1969, die sich 10 km vor der Küste im Dos Cuadras Offshore Oil Field befand. Zehn Tage lang flossen schätzungsweise 80.000 bis 100.000 Barrel Rohöl (11.200 bis 14.000 t) in den Kanal und auf die Strände des Santa Barbara Countys in Südkalifornien und verschmutzten die Küste von Goleta bis Rincon und alle vier der nördlichen Channel Islands.
Eine Reaktion war das Programm National Marine Sanctuary.